# Urszula Marciniak

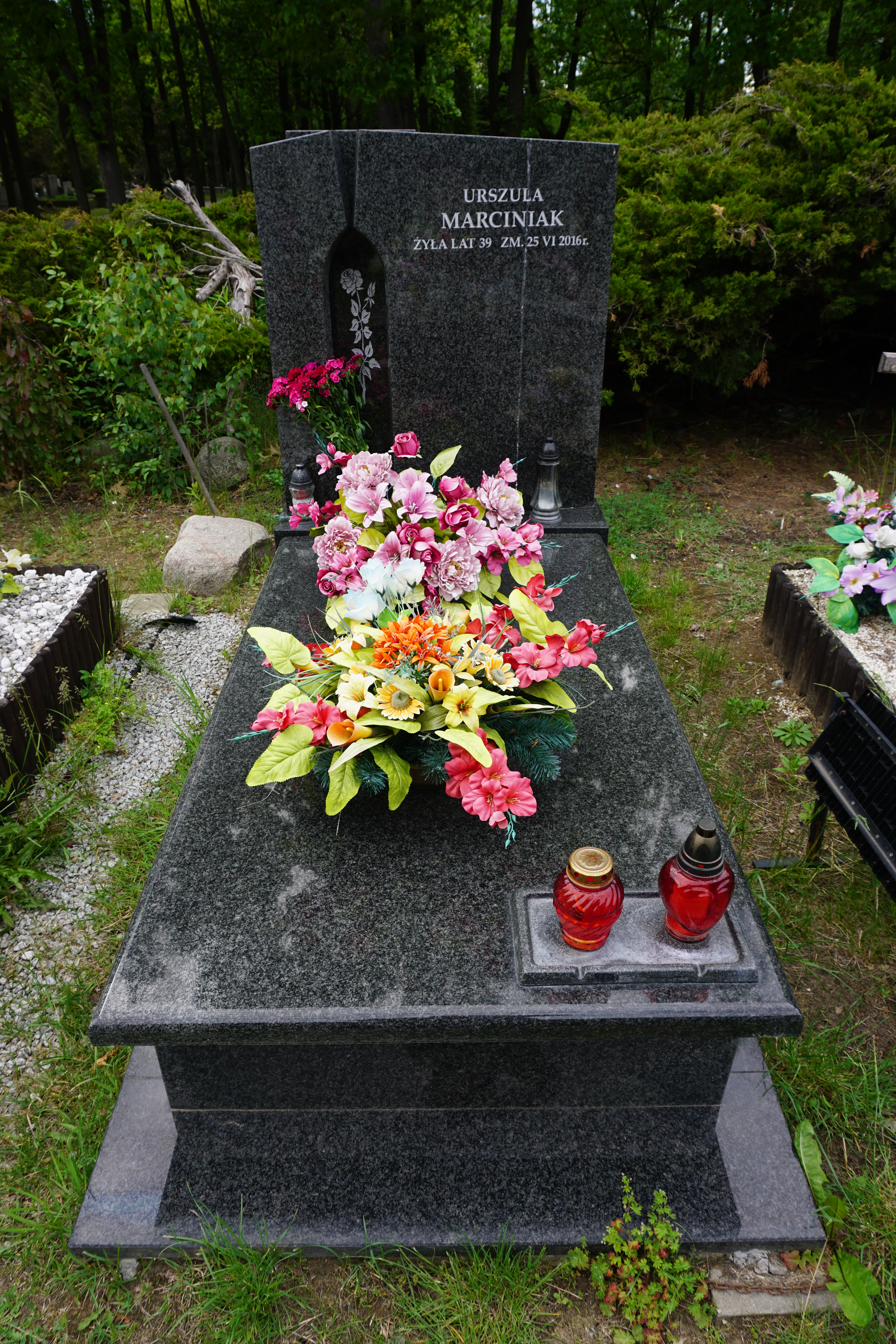
Grób Urszuli Marciniak na cmentarzu Komunalnym Północnym

Urszula Marciniak (ur. 24 marca 1977 w Warszawie, zm. 25 czerwca 2016 w Warszawie) – polska matematyczka znana z tworzenia łamigłówek logicznych.

## Życiorys
Ukończyła studia matematyczne na Uniwersytecie Warszawskim. Już jako dziecko wymyślała własne zagadki, łamigłówki, puzzle, rebusy i gry planszowe. Jako osoba dorosła pisała wiersze, fotografowała, projektowała ubrania i dodatki oraz podróżowała. Dwa lata po studiach w 2004 roku założyła wydawnictwo „Logi” publikujące zeszyty z łamigłówkami. Początkowo były to „Obrazki logiczne”, później poszerzone w piśmie „Logi-Mix” o inne łamigłówki diagramowe jak: wielokropki, piramidy, kakuro (krzyżówki liczbowe), łamigłówki architekta, zadalogi i różne rodzaje sudoku. Pasję tworzenia łamigłówek łączyła z działaniami społecznymi. Swoimi zeszytami sponsorowała wiele szkolnych konkursów matematycznych, a egzemplarze archiwalne wysyłała do zakładów karnych. Zmarła 25 czerwca 2016 roku w wieku 39 lat w wyniku ciężkiej choroby. Została pochowana na Cmentarzu Północnym w Warszawie Kwatera: B-XV-1 Rząd: 4, Grób: 19.

## Upamiętnienie Urszuli Marciniak
Od 2017 roku odbywa się ogólnopolski darmowy powszechny konkurs łamigłówkowy pod nazwą Memoriał Urszuli Marciniak mający na celu upamiętnienie Urszuli i kontynuowanie jej dzieła szerzenia logicznego myślenia. Co rok bierze w nim udział kilka tysięcy osób: dzieci, młodzieży i dorosłych. Konkurs organizuje Fundacja Matematyków Wrocławskich działająca przy Instytucie Matematycznym Uniwersytetu Wrocławskiego we współpracy z wydawnictwem Logi. Finał Memoriału w 2025 roku odbędzie się równolegle we Wrocławiu, w Warszawie, w Poznaniu, w Kielcach, w Lublinie, w Gdańsku i prawdopodobnie w Katowicach.
Zwycięzcy w kategoriach szkół średnich i dorosłych mogą z dziką kartą brać udział w Mistrzostwach Polski w Łamigłówkach organizowanych przez Fundację Rozwoju Matematyki Rekreacyjnej Sfinks. Zwycięzcy Mistrzostw Polski biorą udział w Mistrzostwach Świata w Łamigłówkach organizowanych przez World Puzzle Federation.